# Дрейф (фільм, 2006)
«Дрейф» (англ. Open Water 2: Adrift, дослівно — „Відкрите море 2: Дрейф"; в Німеччині йшов під назвою «Відкрите море 2», у Великій Британії та Австралії — «Дрейф») — німецький фільм-трилер 2006 року режисера Ганса Хорна з американськими акторами. Сиквел фільму 2003 року «Відкрите море». Рейтинг MPAA — R за кілька жорстокості і грубої лексики. Фільм був знятий влітку 2005 року в водах поблизу Мальти. Піар-компанія повідомляла, що фільм заснований на реальних подіях. 
Рекламне гасло : «Fatigue. Hypothermia. Death.» (Втома, переохолодження, смерть)
Прем'єра в Німеччині — 10 серпня 2006 року. Прем'єра в США — 20 лютого 2007 року.

## Сюжет
Компанія шкільних друзів: Емі, її чоловік Джеймс (разом з їх маленькою донькою Сарою), колишня любов Емі і «власник яхти» — Ден, його чергова пасія Мішель, а також їхні друзі Зак і Лорен, зустрічаються через роки, щоб відзначити 30-річчя Зака. На новій яхті Дена вони починають подорож в Мехіко. 
У декількох милях від берега Мішель пропонує зупинитися і викупатися в морі. Емі залишається на борту зі своєю донькою. Батько Емі помер під час їх спільного купання і після цього у неї розвинулася аквафобія. Ден в пориві пустощів, не слухаючи істеричних криків Емі, бере її на руки і стрибає за борт. І тільки коли всі опинилися у воді і накупалися, вони виявили, що забули опустити трап. 
На судні залишився тільки немовля, а ніхто з дорослих не може потрапити назад на яхту, тому що її борт занадто високий. Битва навколо життя і смерті розгортається на морі. Вони роблять численні, але безуспішні спроби потрапити на борт яхти: 
- пробують просто дострибнути до борта, відштовхуючись від води;
- намагаються встати на надувну іграшку-дельфін, але вона занадто слизька і швидко здувається;
- американський прапор, що колишеться на кормі, виявляється неміцним і не утримує Дена, який вчепився за нього;
- в куртці Зака, що звисала, дзвонить мобільний телефон, вони стягують куртку в воду, але не встигають нічого передати і намоклий телефон замовкає;
- намагаються подати сигнал суднам, що пропливають повз, однак їх пасажири не розуміють тяжкого становища та просто махають їм руками;
- зв'язують свій одяг і закидають на борт, але «мотузка» рветься.

Однак при всьому цьому Ден не дозволяє товаришам зробити зарубки на борту ножем, так як боїться пошкодити яхту — виявляється, він взяв яхту самовільно у свого начальника, і видавав себе за її власника. 
Незважаючи на відсутність акул та інших обтяжливих обставин, самі учасники трагедії створюють собі складності. Один за іншим вони гинуть або спливають з місця подій: 
- Мішель тоне від втоми.
- Зак, посварившись з істеричним Деном, отримує ножову травму і вмирає від втрати крові.
- Джеймс, рятуючи загублений у воді ніж, запливає занадто глибоко і під час підйому вдаряється об дно яхти. Кров з вуха показує, що він отримав черепно-мозкову травму. До кінця фільму він помирає.
- Лорен, не витримавши бездіяльності, спливає в надії досягти берега і покликати на допомогу. Її подальша доля абсолютно невідома.

Під час шторму, Ден, відчуваючи себе винуватим за смерть товаришів, вирішує пробити борт яхти склом від окулярів для плавання. Ден встромляє скло в щілину між бортом і відкидним трапом, а сам тримається за нього рукою. Користуючись рукою Дена, як сходинкою, Емі нарешті перебирається через борт. Коли вона опускає трап, Ден вирішує втопитися. Коли Емі це помічає, вона долає свою фобію і пливе за ним. 
В кінці фільму показано рибальське судно, яке виявляє порожню яхту. На її палубі нікого немає, і тільки чується гучний плач маленької Сари. Після цього глядачі бачать стоїть на палубі Емі і лежачого перед нею без свідомості Дена, але підпливу судна вже немає, і лише звук його мотора чується за кадром. 

## У ролях
| Актор             | Роль   |
| ----------------- | ------ |
| Сюзен Мей Пратт   | Емі    |
| Річард Спейт-мол. | Джеймс |
| Ніклаус Ланге     | Зак    |
| Алі Хілліс        | Лорен  |
| Кемерон Річардсон | Мішель |
| Ерік Дейн         | Ден    |